# Anthony Peden
Anthony Peden (né le 15 septembre 1970) est un coureur cycliste et entraîneur, né australien et naturalisé néo-zélandais en 1998.

## Biographie
Anthony Peden obtient sa première médaille en championnats du monde en 1992, en tandem, avec David Dew. Il représente alors l'Australie lors des compétitions internationales. Naturalisé néo-zélandais en 1998, il est vice-champion du monde de keirin l'année suivante. Il dispute le keirin et la vitesse individuelle aux Jeux olympiques de 2000 à Sydney.
En 2004, il est interdit de départ des Jeux olympiques, après avoir été contrôlé positif à une substance illégale, une cortisone nommée triamcinolone. Peden a déclaré qu'un médecin allemand lui avait donné un remède contre les maux de dos lors d'une séance d'entraînement et qu'il ne savait pas que la préparation contenait des ingrédients actifs qui figuraient sur la liste de dopage.
Après avoir mis fin à sa carrière de coureur en 2006, il devient entraîneur du pilote moto australien Casey Stoner jusqu'à la retraite sportive de ce dernier en 2012. Il entraîne ensuite Nicolas Prost. En 2013, il devient entraîneur des sprinteurs de l'équipe de Nouvelle-Zélande sur piste, après le départ de son prédécesseur Justin Grace. Il mène ainsi notamment Ethan Mitchell, Sam Webster et Eddie Dawkins aux titres de champion du monde de vitesse par équipes en 2014 et 2016. Fin mai 2018, il met fin à son poste d'entraîneur national de la Nouvelle-Zélande. Dans ce contexte, des allégations de "comportement inapproprié" sont portées contre lui, comme une consommation excessive d'alcool à proximité de l'équipe nationale et une relation sexuelle avec une athlète, ce qui, selon un code signé par Peden, n'est pas autorisé par la Fédération. Les coéquipiers avaient reçu pour consigne de ne pas en parler. L'ancienne cycliste Stephanie McKenzie a déclaré devant une commission d'enquête qu'elle avait été victime d'intimidation par Peden et des athlètes masculins. En outre, depuis 2016 plus de 20 employés ont démissionné à cause de cette atmosphère. Quelques jours plus tard, il est annoncé que Peden devient entraineur national du sprint en Chine.

## Palmarès

### Jeux olympiques
- Sydney 2000
  - Éliminé en repêchage du premier tour du keirin
  - Forfait au premier tour de la vitesse

### Championnats du monde
- Valence 1992
  -  Médaillé de bronze du tandem amateur
- Berlin 1999
  -  Médaillé d'argent du keirin

### Coupe du monde
- 1996
  - 2e de la vitesse à Cali
- 1997
  - 1er de la vitesse par équipes à Adélaïde
- 2000
  - 3e de la vitesse à Ipoh
- 2004
  - 3e du keirin à Sydney